# Greg Iles
Greg Iles (Estugarda, 8 de abril de 1960 – 15 de agosto de 2025) foi um romancista alemão naturalizado norte-americano. Está na lista de autores de livros mais vendidos do The New York Times e foi publicado em mais de trinta e cinco países.

## Biografia
Greg Iles nasceu em Estugarda, na Alemanha, onde seu pai, um psiquiatra, dirigia a clínica médica da embaixada norte-americana. Ele cresceu em Natchez, em Mississippi. Graduou-se pela Universidade do Mississippi no ano de 1983. Foi componente da banda de rock Franklyn Scarlet durante muitos anos, antes de escrever seu primeiro romance, Spandau Phoenix - um terror sobre o militar nazista alemão Rudolf Heß, e antes de se casar. Spandau Phoenix, publicado em 1993, tornou-se o primeiro de oito best-sellers do The New York Times.
Iles tem publicado romances campeões em vendas de diferentes gêneros, tais como Black Cross e Mortal Fear, bem como Spandau Phoenix. 
Em 2002, ele escreveu o roteiro 24 Hours, baseado no seu romance com o mesmo nome. O diretor de cinema Don Roos reescreveu e renomeou-o Encurralada, o qual Greg então reescreveu durante os intervalos das filmagens, a pedido dos produtores e dos atores.
Iles passa muito de seu tempo livre tocando música. Ele é um membro do grupo The Rock Bottom Remainders, o qual inclui, ou incluiu, os autores Dave Barry, Ridley Pearson, Stephen King, Scott Turow, Amy Tan, Mitch Albom, Roy Blount, Jr., Matt Groening, Kathi Kamen Goldmark e James McBride.
Iles morreu de mieloma múltiplo no dia 15 de agosto de 2025 aos 65 anos.

## Livros
- Spandau Phoenix (1993)
- Black Cross (1995)
- Mortal Fear (1997)
- The Quiet Game (1999) no Brasil: O Jogo do Silêncio (Best Seller, 2000)
- 24 Hours (2000)
- Dead Sleep (2001)
- Sleep No More (2002)
- The Footprints of God (2003)
- Blood Memory (2005)
- Turning Angel (2005)
- True Evil (2006)
- Third Degree (2007)
- The Devil's Punchbowl (2009)
- The Death Factory (2014) novela
- Natchez Burning (2014)
- The Bone Tree  (2015)
- Mississippi Blood (2017)
- Cemetery Road (2019)
- Southern Man (2024)

### Não-ficção
- Hard Listening (2013)

## Adaptação
- Encurralada (2002) Filme estrelado por Charlize Theron baseado no livro 24 Hours (2000), teve Greg Iles como roteirista.[6]